# Vittorio Meano
Vittorio Meano (Gravere, 2 aprile 1860 – Buenos Aires, 1º giugno 1904) è stato un architetto italiano naturalizzato argentino.

## Biografia
Studiò architettura presso l'Accademia Albertina di Torino.
Nel 1884 emigrò in Argentina per lavorare nello studio dell'architetto italiano Francesco Tamburini, che in quel periodo era coinvolto in una serie di importanti opere pubbliche, tra cui l'ampliamento e la ristrutturazione della Casa Rosada.
Insieme lavorarono per il Teatro Colón, fino alla morte di Tamburini nel 1890, dopo di che Meano prese le redini del progetto.
Dopo aver vinto il concorso per la progettazione del palazzo del Congresso Nazionale nel 1895, si dedicò, completamente assorbito, a queste due grandi opere pubbliche.
Meano vinse anche il concorso internazionale per la progettazione del Palacio Legislativo, un edificio a Montevideo, Uruguay.
Poco dopo quest'ultimo successo, morì prematuramente in circostanze tragiche il 1º giugno 1904.